# Katarina Erengislesdotter
Katarina Erengislesdotter död 1435, var en svensk godsägare i Tyresö och Stockholms skärgård. 

## Biografi
Katarina Erengislesdotter var dotter till riddaren och riksrådet Erengisle Nilsson d. ä. och hans hustru Margareta Bengtsdotter Bielke (död 1370). Hon tillhörde Hammerstaätten som förde en kluven sköld på längden och var syster till Nils Erengislesson som levde på släktgodset Hammersta.
Efter faderns död 1406 övertog hon Tyresö slott med alla dess ägor inklusive den omfattande skärgårdsdelen inom Stockholms södra skärgård, samt ett antal stora jordegendomar i Uppland, Södermanland och Vadstena.  Efter hennes bortgång 1435 ärvdes hela egendomen av hennes sonson Gregers Matsson (Lillie) (1440–1494).
I ett första äktenskap på Rävelsta 1387 var Katarina gift med riddaren Gregers Bengtsson av Aspenäsätten, död 1435. De hade tillsammans döttrarna Märta Gregersdotter (död 1430) och Ingeborg Gregersdotter (död 1455). 
1. Märta Gregersdotter (död 1430) var gift med Karl Ormsson (Gumsehuvud), och deras dotter Katarina Karlsdotter (Gumsehuvud) blev Sveriges drottning i sitt gifte med Karl Knutsson (Bonde).[1]
2. Ingeborg Gregersdotter, (död 1455) hade i sitt gifte med Matts Ödgislesson (Lillie af Löfstad) (1384–1442), den ovan nämnde sonen Gregers Mattsson.[1]

Katarina uppges vara omgift 1405 med riddaren Gustav Leksson (känd 1385, död 1411). Han tillhörde Lek Ofradssons ätt som förde en kvadrerad vapensköld.
Katarina Erengislesdotter är begravd i Vadstena klosterkyrka, där en gravsten över henne och dottern i andra giftet är rest.